# Laaouama
Laaouama (en àrab العوامة, al-ʿAwāma; en amazic ⵍⵄⵡⴰⵎⴰ) és una comuna rural de la prefectura de Tanger-Assilah, a la regió de Tànger-Tetuan-Al Hoceima, al Marroc. Segons el cens de 2014 tenia una població total de 8.013 persones.